# Eyrarfjall, Önundarfjörður
Eyrarfjall är ett berg i republiken Island. Det ligger norr om Flateyri vid Önundarfjörður i regionen Västfjordarna, 230 km norr om huvudstaden Reykjavík. Toppen på Eyrarfjall är 677 meter över havet.
Eyrarfjall är ökänt för sina laviner. På båda sidor om fjället löper två branta raviner, Innra-Bæjargil och Skollahvilft, vilka stupar mot fjorden på ömse sidor om Flateyri. Snörika vintrar kan dessa ge upphov till stora skred. Det värsta, i modern tid, inträffade den 26 oktober 1995, då ett stort snöskred träffade Flateyri, varvid flera hus krossades och tjugo personer omkom. Därefter uppfördes stora lavinskydd på sluttningarna ovanför byn. Skyddet är dock inte hundraprocentigt. Den 1 januari 2020 lyckades två laviner ta sig över vallen, passerade genom ett bostadshus samt skadade sex båtar i hamnen.
Trakten runt Eyrarfjall är nära nog obefolkad, med mindre än två invånare per kvadratkilometer. Närmaste större samhälle är Ísafjörður, omkring 16 kilometer öster om Eyrarfjall. Trakten runt Eyrarfjall består i huvudsak av gräsmarker.

## Källor

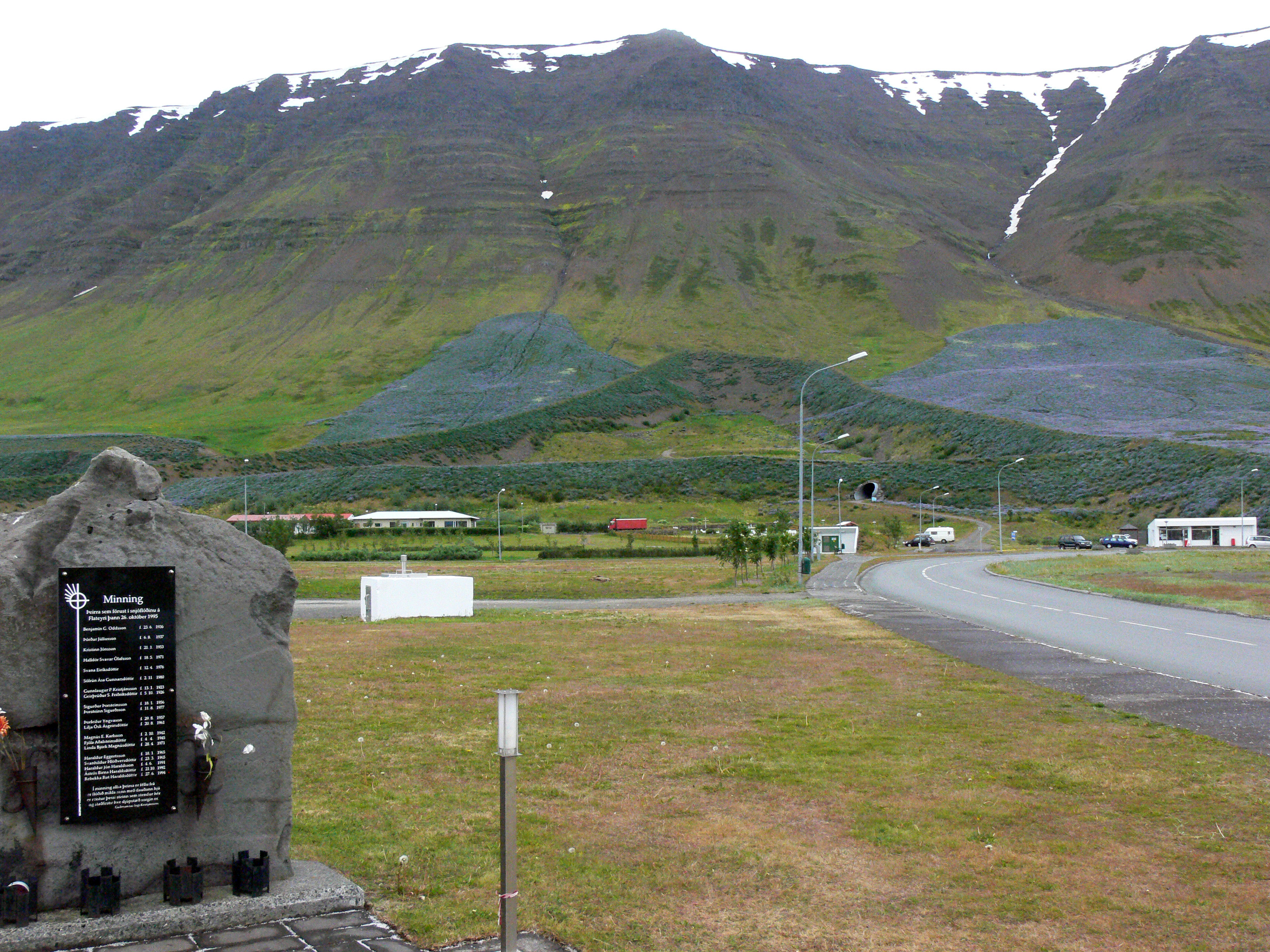
Minnesmärke över de omkomna 1995. I bakgrunden ses den nybyggda skyddsvallen mot laviner.